# Gložane (gmina Vlasotince)
Gložane (cyr. Гложане) – wieś w Serbii, w okręgu jablanickim, w gminie Vlasotince. W 2011 roku liczyła 643 mieszkańców.